# ニューホランドのカンガルー
『ニューホランドのカンガルー』（英語: The Kongouro from New Holland）は、イギリスの動物画家、ジョージ・スタッブス（1724-1806）が、描いた油絵である。イギリスの探検家、ジェームズ・クック(1728-1779)の第1回の太平洋探検航海（1768-1771）で目撃されたカンガルーを描いている 。現在はロンドン、グリニッジの国立海事博物館（National Maritime Museum）に収蔵されている。
この作品と、同時に展示されたオーストラリア産のオオカミの亜種、ディンゴ（学名、Canis lupus dingo）を描いた『大きな犬のポートレート（A portrait of a large Dog）』は、当時ニューホランドと呼ばれていたオーストラリア地域の動物をヨーロッパ人が描いた最初の美術作品とされる。
この作品はジェームズ・クックの第1回の太平洋探検航海に参加し、オーストラリアの東海岸を訪れ博物標本の収集した博物学者のジョセフ・バンクス（1743- 1820）の依頼で制作された。バンクスが探検の記録画家として探検航海に伴ったシドニー・パーキンソン（c.1745-1771）のスケッチをもとにして描いたともされる。ジョージ・スタッブスが実際の動物をみることなく描いた数少ない作品であった。1773年にロイヤル・アカデミー・オブ・アーツの母体であった美術団体芸術家協会（Society of Artists）の展覧会に出展され、その後も何度か各地で展示された 。
2012年に、2点の作品は一緒にオークションに出品され 、公開されてないオーストラリアの買い手によって930万オーストラリアドルで落札されたが、オーストラリアに作品を持ち出す申請は、作品の重要性を理由に文化省により拒否された。デイビッド・アッテンボロー卿らによってイギリスに作品を残す運動が行われ、2013年に Eyal Ofer Family Foundationからの寄付が行われ、ロンドン、グリニッジの国立海事博物館が2点の作品を所蔵することになった。

## 関連作品

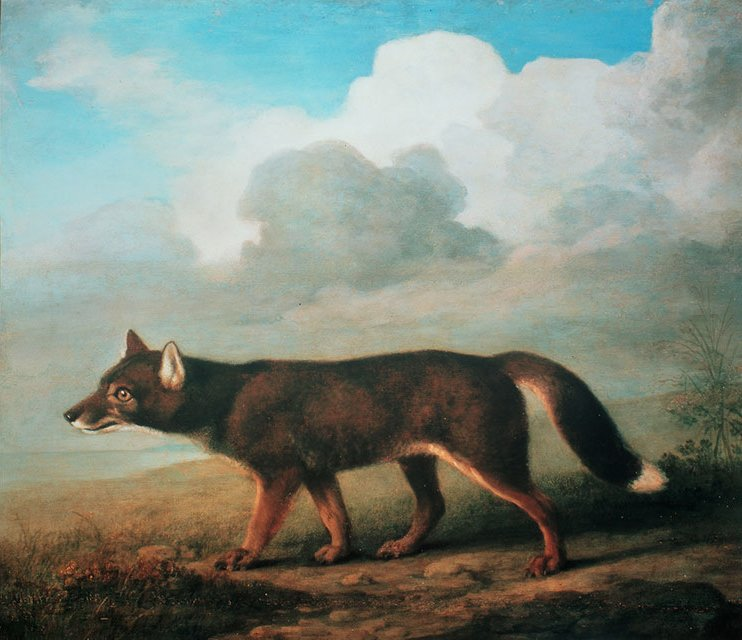
ジョージ・スタッブス作、『大きな犬のポートレート（A portrait of a large Dog）』（ディンゴ）(1772) 国立海事博物館
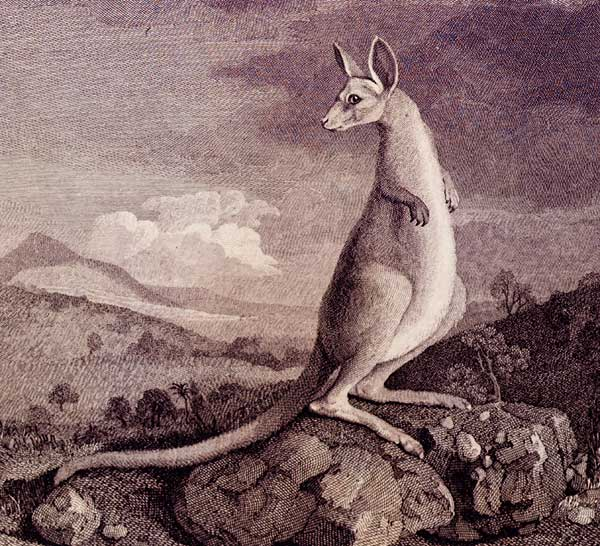
シドニー・パーキンソンの原画によるカンガルーの版画　(1770)